# Mato Rico
Mato Rico é um município brasileiro do estado do Paraná.

## História
A partir de 1940, as terras da região do atual município de Mato Rico começaram a serem ocupadas, cedidas pelo governo estadual, através de títulos e posses, a aventureiros que geralmente migravam para a região, com o objetivo de adquirir terras de custo baixo e se iniciavam no plantio de lavouras de subsistência.
O povoamento cresceu e se desenvolveu a partir de 1941 quando os moradores começaram a se estabelecer ao longo da estrada que dava acesso à cidade. Em 1942 foi implantado o cemitério e a primeira escola por volta de 1945. Vieram para a região, descendentes de poloneses, ucranianos, italianos e portugueses, além de indígenas e de afro-descendentes originários do sudeste e nordeste do Brasil.
Muitos posseiros não se fixaram nas áreas cedidas ou não se adaptavam com o clima, dificuldades financeiras, condições geográficas ou mesmo por terem adquiridos áreas de terras para fins especulativos. Mas, muitas famílias se fixaram na região e permanecem até hoje, através de seus descendentes, e continuam trabalhando e transformando a região tanto econômica ou geograficamente.
Criado através da Lei Estadual n° 9.563 de 31 de janeiro de 1991 foi desmembrado de Pitanga.

## Geografia
Possui uma área é de 394,533 km² representando 0,1979 % do estado, 0,07  % da região e 0,0046 % de todo o território brasileiro. Localiza-se a uma latitude 24°42'18" sul e a uma longitude 52°08'45" oeste, estando a uma altitude de 700 m. Sua população estimada em 2005 era de 3.462 habitantes.[carece de fontes?]

### Demografia
Dados do Censo - 2000
População Total: 4.496
- Urbana: 652
- Rural: 3.844
- Homens: 2.404
- Mulheres: 2.092

Índice de Desenvolvimento Humano (IDH-M): 0,640
- IDH-M Renda: 0,548
- IDH-M Longevidade: 0,594
- IDH-M Educação: 0,778

### Clima
Segundo a classificação de Köppen, o clima é do tipo Cfb – subtropical úmido mesotérmico, cuja temperatura média anual é de 20 °C, com média superior a 22 °C nos meses mais quentes e inferior a 18 °C nos meses mais frios. Os verões são quentes e invernos com ocorrência de geadas entre Maio a Agosto. A precipitação pluviométrica normal é em torno de 1700 a 1900 mm/ano e a umidade relativa do ar é de aproximadamente 80%.

## Administração
- Prefeito: Edelir de Jesus Ribeiro da Silva (2021/2024)
- Vice-prefeito: Inez Gonçalves de Abreu
- Presidente da câmara:Danilo Miranda - PSD (2021/2022)

## Economia
A base da econômica do município de Mato Rico é a agropecuária. O município está dividido basicamente em pequenas propriedades, com áreas médias de 22,4 Ha, sendo então 82% de pequenos agricultores familiares (proprietários, meeiros, arrendatários e posseiros) e caracteriza-se pela baixa ou até média tecnologia com mão de obra familiar.[carece de fontes?]
A principal cultura é o milho, para consumo próprio e comercial, juntamente com a pecuária de corte, feijão, arroz, algodão, pecuária mista, soja e tendo como atividades emergentes, a apicultura e sericicultura e com grande potencial para o turismo rural e ecoturismo.